# Władysław Zamoyski (1853–1924)

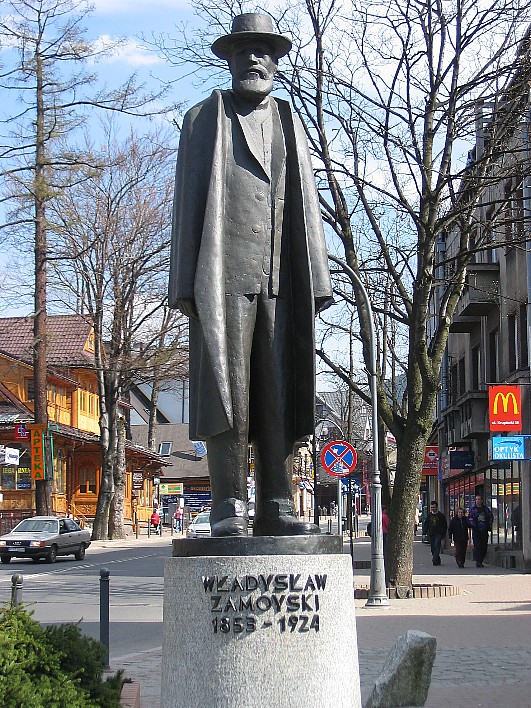
Pomnik Władysława Zamoyskiego w Zakopanem

Władysław Zamoyski hrabia herbu Jelita (ur. 18 listopada 1853 w Paryżu, zm. 3 października 1924 w Kórniku) – polski działacz społeczny, fundator Zakładów Kórnickich, członek założyciel Towarzystwa Gimnastycznego „Sokół” w Krakowie.

## Życiorys
Był synem Władysława Zamoyskiego (generała armii tureckiej, polskiego działacza emigracyjnego) i Jadwigi Zamoyskiej z Działyńskich. Miał jednego brata, Witolda (1855–1874), i dwie siostry: przedwcześnie zmarłą w Anglii Marię (1857–1858) i drugą także Marię (1860–1937). W 1871 przystąpił do egzaminów maturalnych w paryskim Lycée Impérial Charlemagne, następnie w latach 1874, 1876, 1877 i 1878 czterokrotnie bez powodzenia usiłował dostać się do École polytechnique. Służył w wojsku francuskim (doszedł do stopnia podporucznika). Był członkiem francuskiej komisji rządowej na wystawę powszechną w Sydney i w tej roli odbył przeszło półtoraroczną podróż po Australii i Oceanii. Przywiózł z niej do Kórnika bogate zbiory etnograficzne i mineralogiczne, zapisane testamentem państwu polskiemu.
W 1881 objął zapisane mu przez Jana Działyńskiego dobra kórnickie. Współpracował z matką i siostrą przy tworzeniu Szkoły Domowej Pracy Kobiet (1882), przeniesionej później z Kórnika do Kuźnic (obecnie część Zakopanego). Był rzecznikiem polskiej własności w Prowincji Poznańskiej; w 1885 jako obywatel francuski został objęty tzw. ustawami bismarckowskimi i wraz z matką i siostrą wydalono go. W kolejnych latach działał w Galicji, gdzie m.in. rozprowadzał akcje poznańskiego Banku Ziemskiego. W 1889, z myślą o ratowaniu lasów tatrzańskich, nabył, w drodze licytacji za 460 002 złote reńskie i 3 centy, dobra zakopiańskie, czyli znaczną część dzisiejszych Tatr Polskich (przebijając o jeden cent ofertę przedsiębiorcy przemysłu drzewnego i hutniczego Józefa Goldfingera).
W sądzie międzynarodowym w Grazu uzyskał w 1902 roku wyrok przekazujący okolice Morskiego Oka z Królestwa Węgierskiego do Galicji i kończący spór o ziemie tatrzańskie. Dzięki staraniom Zamoyskiego (i Andrzeja Chramca) powstała linia kolejowa Chabówka – Zakopane i szosa do Zakopanego.
Uczestniczył w pracach emigracji polskiej. Był m.in. prezesem Instytucji Czci i Chleba, członkiem założycielem Polskiego Towarzystwa Literacko-Artystycznego, współpracownikiem prowadzonego przez siostrę Marię stowarzyszenia pomocy polskim emigrantom we Francji Opieka Polska. W 1920 powrócił do Polski. Nie założył rodziny, majątek wraz z Biblioteką Kórnicką przekazał narodowi polskiemu, tworząc fundację Zakłady Kórnickie.
10 listopada 1933 „za wybitne zasługi dla kraju, pracę społeczną oraz wielką ofiarność” został pośmiertnie odznaczony przez Prezydenta Rzeczypospolitej Ignacego Mościckiego Wielką Wstęgą Orderu Odrodzenia Polski.
Zarządcą dóbr zakopiańskich i kórnickich hrabiego Zamoyskiego był Wincenty Szymborski, ojciec Wisławy Szymborskiej, która urodziła się w zabudowaniach dworskich na Prowencie między Kórnikiem a Bninem.

## Upamiętnienie
Jego imieniem jest nazwana jedna z poznańskich szkół podstawowych.
3 października 2024 roku, dokładnie w setną rocznicę śmierci, w Kórniku (Wielkopolskie) odsłonięto pomnik Władysława Zamoyskiego.
Uchwałą Senatu RP X kadencji z 7 września 2023, rok 2024 ustanowiono „Rokiem Władysława Zamoyskiego”.